# ¿Dónde te escondes?
¿Dónde te escondes? es una novela de suspenso por Mary Higgins Clark, publicada en 2008.

## Sinopsis
Diez años atrás, Charles MacKenzie Jr. de 21 años, se fue de su apartamento sin decir una palabra y nunca más volvió a ser visto. Sin embargo, llama a su madre todos los años en el Día de la Madre para demostrarle que sigue sano y a salvo, aunque inmediatamente después cuelga, dejando las preguntas de su progenitora sin responder. Ni siquiera la muerte de su padre lo hace regresar. Ahora, Carolyn MacKenzie ha decidido que la única forma de seguir adelante con su vida es resolver la desaparición de su hermano. Este año, cuando Mack hace su llamada regular en el Día de la Madre, ella declara su intención de localizarlo. Al día siguiente, el Monseñor Devon MacKenzie recibe una nota: "Tío Devon, dile a Carolyn que no debe buscarme." A pesar de la desaprobación de sus seres queridos, Carolyn persiste en su búsqueda que la lleva a un mundo de peligro inesperado y muchas preguntas. 
La persistencia de Carolyn por conocer la verdad, la lleva a una confrontación con alguien cercano a ella, cuyo secreto no pueden dejar que sea revelado.